# Nowy Nurzec
Nowy Nurzec – przystanek kolejowy w Nurcu, w województwie podlaskim, w Polsce. Znajdują się tu 2 perony.

## Ruch pasażerski
| Rok  | Wymiana pasażerska na dobę |
| ---- | -------------------------- |
| 2017 | 0-9                        |
| 2022 | 0-9                        |

## Połączenia
- Czeremcha
- Hajnówka
- Siedlce
- Tłuszcz